# Сарьянка
Сарья́нка — посёлок в Таборинском районе Свердловской области России. 

## Географическое положение
Посёлок Сарьянка муниципального образования «Таборинского муниципального района»  расположен на левом берегу реки Тавда в 4 км от д. Кузнецово, в 13 километрах (по автотрассе в 17 километрах) от районного центра села Таборы, в 57 км от города Тавды, в 306 км от Екатеринбурга и в 152 км от Тюмени. 

## История
С 1 января 2006 года входит в состав муниципального образования Кузнецовское сельское поселение.

## Климат
Климат континентальный с холодной зимой и тёплым летом.

## Население
| 2002 | 2010 |
| ---- | ---- |
| 124  | ↘17  |